# Palpomyia rastellifera
Palpomyia rastellifera är en tvåvingeart som beskrevs av John William Scott Macfie 1932. Palpomyia rastellifera ingår i släktet Palpomyia och familjen svidknott. Inga underarter finns listade i Catalogue of Life.